# Jessie J
Jessie J, tên khai sinh là Jessica Ellen Cornish (sinh ngày 27 tháng 3 năm 1988), là nghệ sĩ–nhạc sĩ người Anh. Cô ký hợp đồng thu âm với hãng Island Records và thu âm album phòng thu đầu tay của mình Who You Are (2011).
Cô bắt đầu được biết đến với việc tham gia sáng tác các ca khúc cho các ca sĩ Chris Brown và Miley Cyrus. Ca khúc thành công nhất mà cô từng đồng sáng tác là "Party in the U.S.A." của Miley Cyrus, đã đạt chứng nhận Bạch kim ở nhiều quốc gia. Ngày 7 tháng 1 năm 2011, Jessie J dẫn đầu danh sách Sound of 2011 của BBC. Tiếp đó vào tháng 2, cô nhận được giải thưởng BRIT Awards do các Nhà phê bình nghệ thuật lựa chọn.
Đĩa đơn đầu tay từ album, "Do It Like a Dude", đã đạt vị trí 2 tại Anh. Jessie phát hành đĩa đơn tiếp theo, "Price Tag", đạt vị trí quán quân ở Anh, Ireland và New Zealand, đồng thời lọt vào top 10 ở 19 quốc gia khác. Who You Are, album đầu tay của cô đã được phát hành ngày 25 tháng 2 năm 2011 và đạt vị trí số 2 trên UK Albums Chart.

## Sự nghiệp

### Những năm đầu
Cô ký hợp đồng thu âm với Gut Records để thu âm một album cho mình và hãng thu âm, tuy nhiên công ty này đã phá sản trước khi phát hành đĩa cho cô. Jessie J sau đó được biết đến với vai trò nhạc sĩ, nhận được một hợp đồng phát hành với Sony ATV.

### 2010–nay:Who You Are
Việc thu âm album Who You Are của Jessie J mất 6 năm. Theo lời cô, nó được hoàn thành ngày 19 tháng 1 năm 2011. Cuối năm 2010, Jessie J đã phát hành đĩa đơn đầu tiên của mình, "Do It Like a Dude". Đĩa đơn nhận được những đánh giá tích cực từ giới phê bình. Đĩa đơn đạt đến vị trí 2 trên UK Singles Charts, chỉ bị giữ chân bởi "Grenade" của Bruno Mars ở vị trí đầu bảng. Đĩa đơn tiếp theo, "Price Tag", đã phát hành cuối tháng 1 năm 2011. Nó đã leo thẳng đến vị trí dẫn đầu bảng xếp hạng, giữ vững vị trí ấy trong 2 tuần liên tiếp, tuy nhiên bị đánh bật tuần tiếp đó bởi ca sĩ Adele với "Someone Like You". "Price Tag" cũng đã được phát hành ở Mỹ ngày 1 tháng 2 năm 2011. Đĩa đơn đã đạt vị trí 23 trên Billboard Hot 100. Ngoài ra, nó còn đạt vị trí quán quân ở New Zealand và Ireland.
Ngày 25 tháng 2 năm 2011, album đầu tay của Jessie J, Who You Are đã được phát hành, trước một tháng so với dự tính (28 tháng 11 năm 2011), do theo yêu cầu của người hâm mộ. Ngày 6 tháng 3 năm 2011, album đạt vị trí 2 trên UK Album Charts. Tháng 4 năm 2011, album đã đạt vị trí 11 tại Mỹ, đồng thời đĩa đơn "Price Tag" đã leo lên vị trí 24.

## Cuộc sống riêng
Jessie J đã xác nhận rằng cô là người song tính luyến ái.

## Danh sách đĩa nhạc
- Who You Are (2011)

## Giải thưởng và đề cử
| Năm  | Hiệp hội             | Giải thưởng      | Kết quả   |
| ---- | -------------------- | ---------------- | --------- |
| 2010 | BBC Sound of... 2011 | Sound of... 2011 | Đoạt giải |
| 2011 | MTV Brand New 2011   | Next Big Thing   | Thứ 2     |
| 2011 | BRIT Awards 2011     | Critics' Choice  | Đoạt giải |